# Osiek Jasielski (gromada)
Osiek Jasielski – dawna gromada, czyli najmniejsza jednostka podziału terytorialnego Polskiej Rzeczypospolitej Ludowej w latach 1954–1972.
Gromady, z gromadzkimi radami narodowymi (GRN) jako organami władzy najniższego stopnia na wsi, funkcjonowały od reformy reorganizującej administrację wiejską przeprowadzonej jesienią 1954 do momentu ich zniesienia z dniem 1 stycznia 1973, tym samym wypierając organizację gminną w latach 1954–1972.
Gromadę Osiek Jasielski z siedzibą GRN w Osieku Jasielskim utworzono – jako jedną z 8759 gromad na obszarze Polski – w powiecie jasielskim w woj. rzeszowskim na mocy uchwały nr 22/54 WRN w Rzeszowie z dnia 5 października 1954. W skład jednostki weszły obszary dotychczasowych gromad Osiek Jasielski, Czekaj, Świerchowa i Łężyny ze zniesionej gminy Osiek Jasielski w tymże powiecie. Dla gromady ustalono 21 członków gromadzkiej rady narodowej.
1 stycznia 1958 do gromady Osiek Jasielski włączono wieś Załęże ze zniesionej gromady Załęże w tymże powiecie.
1 stycznia 1960 do gromady Osiek Jasielski włączono wsie Pielgrzymka, Kłopotnica i Zawadka Osiecka ze zniesionej gromady Pielgrzymka w tymże powiecie.
31 grudnia 1961 do gromady Osiek Jasielski włączono obszar zniesionej gromady Samoklęski w tymże powiecie.
Gromada przetrwała do końca 1972 roku, czyli do kolejnej reformy gminnej. 1 stycznia 1973 w powiecie jasielskim reaktywowano gminę Osiek Jasielski.